# Правителі Смутного часу
Період з 1604 по 1618 рік відомий в історичній літературі під назвою епохи Смутного часу або часу нашестя самозванців. Московський цар Федір Іванович, останній із живих синів Івана Грозного, помер 7 січня 1598 року бездітним. Із його смертю завершилася династія московських Рюриковичів, як себе називали московські правителі. На престол 22 лютого 1598 року зійшов представник боярського роду, Борис Федорович Годунов, рідний брат цариці Ірини Федорівни, дружини царя Федора Івановича.

## Борис Годунов
Царювання Бориса Годунова супроводжувалося великими викликами для Московського царства. У 1601—1603 роках у зв'язку з трирічним неврожаєм країну вразив жорстокий голод. Через виверження вулкана Вайнапутіна, літо 1601 року видалося виключно сирим. Дощі лили так часто, що за словами ченця-літописця Авраамія Паліцина, всі «люди в жах упадоша». У середині серпня було різке похолодання, що занапастило всю рослинність. Старих запасів хліба вистачило лише на мізерну їжу до весни і новий посів. Але насіння не зійшло, залите сильними дощами. Новий неврожай приніс «глад великий … мроша люди, як і пошесть морові не мроша…». Цар Борис Годунов вживав заходів для зменшення наслідків голоду. Він видав указ, яким встановлював граничну ціну на продаж зерна, а повітовим воєводам наказав видавати хліб незаможним людям із містових облогових запасів. Голодні люди попрямували до повітових міст. Але хліба на всіх не вистачало. Особливо багато ходоків за хлібом попрямували до столиці. Цар Борис наказав фінансувати голодних людей по «грошу» в день, на яку в Москві можна було купити третину фунта хліба. Але і в Москві хліба на всіх, хто прибув, не вистачало. Тіла померлих від голоду сотнями лежали на вулицях. За два роки та чотири місяці в Москві було поховано 127 000 померлих.
Цей голод 1601—1603 років у Московії увійшов до народної свідомості. «Бути біді», — говорили в народі. І вона прийшла. У 1603 році під Москвою спалахнуло повстання бідняків на чолі з Хлопком Косолапом. Військам Годунова заледве вдалося його придушити.

## Федір II Годунов
Царювання Федора — одне з найкоротших в історії Росії. Після смерті свого батька Бориса Годунова він продовжив війну з Лжедмитрієм I та поклався на родину Басманових, але не зміг зупинити самозванця. Незабаром люди Лжедмитрія в'їхали до Москви та вбили Федора та його матір.
Під час свого царювання створив першу карту Московії.

## Лжедмитрій I
Наприкінці 1604 року на Московії з'явився претендент на царський престол. Офіційною історіографією він прозваний самозванцем та ідентифікується як колишній інок Чудова монастиря в Москві, Григорій Отреп'єв. Оголосивши себе царевичем Дмитром, що врятувався, він, за сприяння польського короля Сигізмунда III, вступив на територію Московії. Лжедмитрій I із загоном підтримки безперешкодно дійшов до Новгорода-Сіверського, але був зупинений військами царя Бориса під командуванням князів Трубецького та Петра Басманова.
13 квітня 1605 року Борис Годунов помер, і Москва присягнула на вірність його синові Федору. Потім це повторилося в більшості міст Московського царства. Але Петро Басманов зі своїми однодумцями став на шлях зради і, прибувши до Путивля (нині — Сумська область), присягнув у вірності Лжедмитрію I, назвавши його царем. Відчувши таку потужну підтримку, Самозванець надіслав жителям Москви грамоту, в якій запевняв їх у своїй милості. Москва, а з нею й інші міста, визнали Григорія Отреп'єва сином Івана Грозного і присягнули новому цареві. При цьому московська чернь вторглася до палацу Годунових, убила Федора Годунова та його матір, Марію Григорівну. Доньку Бориса Годунова, Ксенію, бояри змусили піти у монастир. Тіло ж Бориса Годунова витягли з могили в церкві святого Михайла і поховали разом із тілами дружини та сина в обителі святого Варсонофія на Стрітенці (нині Стрітенський монастир).
Лжедмитрій I урочисто прибув до Москви і, ставши царем московським, одружився з Мариною Мнішек - донькою польського воєводи Мнішека Сандомирського. У палаці він установив річпосполитські звичаї та порядки, які були прогресивніші московських традицій, запровадив релігійну толерантність. Протягом року московити дивувалися демократичним традиціям нового царя та його оточення. А 17 травня 1606 року внаслідок боярської змови він був убитий. Цього ж року було вбито і його прихильника Петра Басманова.

## Василь Шуйський
За пропозицією боярської Думи новим царем визнали далекого родича мовсковських рюриковичів князя Василя Шуйського, нащадка великих князів Суздальсько-Нижегородських. 1 червня 1606 року він був вінчаний на царство. Проте очікуваний спокій у Московії так і не почався.
Після обрання верховим боярством царем князя Василя Шуйського, менш знатне, середнє боярство, до якого приєдналося московське дворянство, наказні дяки, і навіть провінційне дворянство (міські дворяни та діти боярські), було незадоволене його обранням і повстало проти Шуйського. Невдоволення це було викликано тим, що всупереч прийнятому на той час порядку, Шуйський був зведений на престол не «за рішенням усієї землі», тобто не Земським собором, в якому брали участь усі стани московського суспільства, а лише купкою знатних бояр і натовпом відданих йому москвичів. Першим проти Шуйського піднявся князь Григорій Шаховськой, висланий Шуйським воєводою до Путивля. Його підтримало місцеве дворянство, до якого приєдналися і неслуживі нижчі класи населення, тяглові та нетяглові. Вони й були, насамперед, головною опорою повсталого дворянства. Згодом ці класи виступатимуть вже окремо від усіх, спрямувавши свої ворожі дії проти боярства, і проти дворянства. Таким був, наприклад, Іван Болотников і посадські люди, що приєдналися до нього, селяни-втікачі та холопи, козацька «вольниця».
У вересні 1606 року Іван Болотников приєднався до князя Шаховського. Той дав йому загін 12 000 чоловік і направив під Москву. По дорозі до Москви до загону Болотникова приєднався венівський дворянин Істома Пашков з загоном і рязанські дворяни брати Ляпунови, Захар та Прокопій, теж із загоном. Йдучи до Москви, Болотников всюди розносив звістку, що сам особисто бачив царя Дмитра Івановича, що врятувався, і той призначив його головним воєводою зі звільнення Москви та усунення з престолу царя Василя Шуйського. Міста, через які проходив Болотников, підтримували його, допомагаючи припасами та підкріпленням. Не підтримала лише Коломна, яка на помсту була безжально розграбована його військом. Намагаючись зупинити Болотникова, Шуйський направив проти нього князів Юрія Трубецького та Федора Мстиславського. Але безуспішно. 22 жовтня 1606 року військо Болотникова зайняло село Коломенське за сім верст від Москви. Тут він збудував острог і почав розсилати по Москві і навколишнім містам грамоти, закликаючи народ цілувати хрест нібито пану Дмитру Івановичу. Шуйський тим часом зміцнював оборону Москви і збирав допомогу з дворян та дітей боярських. Тим часом у війську Болотнікова почалися розбіжності. Спочатку з війська вийшли брати Ляпунови з загоном, а потім Істома Пашков. Вони були воєначальниками над дворянами і дітьми боярськими, тоді як Болотников командував холопами, селянами-втікачами і всякого роду людьми найнижчого стану.
Дізнавшись про ослаблення війська Болотникова, цар Шуйський почав робити постійні набіги на його загони. Болотников був змушений відступити від Москви і зайняти Калугу. Тим часом до Шаховського приєднався новий самозванець, Лжепетро, нібито син царя Федора Івановича, з загоном волзьких та терських козаків. Шаховський направив його зайняти Тулу, а згодом і сам приєднався до нього. На допомогу Болотникову він надіслав загін князя Андрія Телятевського, який розбив під Калугою на початку травня 1607 року війська воєвод царя Шуйського, князів Татєва та Черкаського. Вирвавшись із облоги, Болотников зі своїм загоном теж пішов до Тули. З появою нового самозванця, Лжепетра, Іван Болотников почав схиляти народ на його бік, оскільки на цей час у Московському царстві ще не з'явився Лжедмитрій II. З'явився він, як відомо з історичної літератури, лише у червні 1607 року в Стародубі, а до вересня 1607 року в нього вже був загін з 3000 чоловік. Таким чином, на Московії з середини червня до середини жовтня 1607 року одночасно діяли два самозванці — Лжепетро та Лжедмитрій II. 30 червня 1607 року цар Василь Шуйський взяв в облогу своїми військами Тулу. Облога тривала понад три місяці і 10 жовтня Тула була взята. Шуйський жорстоко розправився з бунтівниками. Івану Болотникову викололи очі, і він був утоплений, Лжепетра повісили, а князя Шаховського заслали до пустині на Кубенське озеро.
Оголосивши себе в червні 1607 року новим претендентом на московський престол, Лжедмитрій II до червня 1608 року значно посилив своє становище і підійшов до Москви. Але Москву взяти йому не вдалося. І він був змушений зупинитися в селі Тушино, за дванадцять кілометрів від Москви, за що отримав прізвисько «тушинський злодій». В цей період багато міст Московського царства визнали Лжедмитрія II. І лише Троїце-Сергієва лавра, міста Коломна, Смоленськ, Переяславль-Рязанський, Нижній Новгород та ряд сибірських міст залишилися вірними цареві Шуйському. Московські війська під проводом родича царя, князя Михайла Васильовича Скопіна-Шуйського, разом зі шведами вигнали поляків із Пскова та інших міст й у жовтні 1609 року підійшли до Москви. Звільнивши Александрівську слободу, Скопін-Шуйський змусив поплічника Самозванця, гетьмана Яна Сапігу, зняти облогу Троїце-Сергієвого монастиря. В цей же час польський король Сигізмунд III вторгся в межі Московського царства і взяв в облогу Смоленськ, запрошуючи до себе на службу всіх поляків і всіх бажаючих з табору Самозванця. Багато загонів, що служили Самозванцю, покинули його, і Лжедмитрій II змушений був тікати в січні 1610 року з Тушина до Калуги, де він був убитий згодом у грудні 1610 року князем Петром Урусовим.

## Семибоярщина
За договором 4 (14) лютого 1610 року, укладеним під Смоленськом між королем Сигізмундом і посольством із табору Лжедмитрія II, королевич Владислав мав зайняти після прийняття православ'я московський престол.
Польський король Сигізмунд III вирішив змінити тактику захоплення Москви та всього Московського царства. Весною 1610 року він направив гетьманів Станіслава Жолкевського та Яна Сапігу з військами до Москви, яку ті й оточили. Скопін-Шуйський не зміг перешкоджати їм, оскільки у квітні 1610 року був отруєний на бенкеті своїми заздрісниками. Шведи перед тим покинули московські війська і, пограбувавши Ладогу, повернулися до Швеції. Гетьмани таємно надіслали московським боярам листа, в якому написали, що вони прийшли з наміром зупинити марне кровопролиття. І запропонували боярам замість царя Шуйського обрати на московський престол сина Сигізмунда III, королевича Владислава, який, за їхніми словами, охоче прийме православну віру. Таку ж грамоту надіслав боярам і король Сигізмунд ІІІ. Більшість московських бояр і частина москвичів похитнулися у відданості царю Шуйському, і в липні 1610 року він був скинутий, насильно пострижений в ченці і відправлений в Чудів монастир.
У вересні 1610 року москвичі пустили до столиці військо гетьмана Жолкевського, який, встановивши в Москві владу в особі Семибоярщини, заволодів московською скарбницею та царськими скарбами. Після повалення царя Шуйського на московський трон претендували відразу кілька претендентів: Лжедмитрій II, який хоч і втратив багато своїх прихильників, але надії на престол не втрачав; польський королевич Владислав, покликаний на царство боярською Думою та частиною москвичів; польський король Сигізмунд III, що виношував таємну перспективу самому стати московським царем.
27 серпня (6 вересня) 1610 року як московський цар королевич Владислав заочно прийняв присягу московського уряду і жителів Москви і отримав привезені йому царські регалії, за винятком корони. Оскільки заздалегідь обіцяне йому і його батькові замирення обох московських сторін внутрішнього громадянського конфлікту не сталося, 15-річний королевич до Москви не прибув, православ'я не прийняв, а отже, вінчаний на царство не був.
Московський і Новгородський монетні двори карбували монети з ім'ям московського Царя Владислава Жигимонтовича, зберігаючи в недоторканності всі традиції карбування протягом усього царювання королевича з вересня 1610 року по вересень 1612 року. Новгородський грошовий двір при Владиславі працював короткий час. У жовтні 1610 року новгородців привели до присяги Владиславу, у січні 1611 року Новгород повстав і встановив самоврядування, а 16 липня 1611 року Новгород був захоплений шведськими найманцями.
У 1611 році великий гетьман литовський Ян Кароль Ходкевич брав участь у неодноразових походах до Москви для доставки продовольства польсько-литовському гарнізону в Московському Кремлі, запрошеному туди Семибоярщиною як почет нового обраного російського царя Владислава Жигимонтовича з метою підготовки його коронації і для захисту самого кремлівського боярського уряду від військ самозванця Лжедмитрія II - "Тушинського злодія".
Король Сигізмунд, батько Владислава, запропонував себе як регента-правителя Росії до повноліття королевича, який до того ж був спадкоємцем польського престолу і мав права на шведський престол. Така неприйнятна пропозиція для московської сторони  знову призвела до конфлікту.

## Ополчення
Спочатку і сам патріарх Гермоген був схильний до згоди на обрання московським царем Владислава, за умови прийняття королевичем православної віри та дотримання всіх московитських звичаїв. Однак, Гермоген не слухаючи ні переконань боярської Думи, ні погроз поляків, звільнив москвичів від присяги Владиславу і прокляв його та короля. З цього часу він почав писати і звертатися до верхів суспільства, закликаючи їх виступити на захист православ'я.

## Завершення Смутного часу та його значення
Смутні часи тривали ще більше двох років, аж до 21 лютого 1613 року, коли на Земському соборі 1612—1613 років був обраний новий московський цар, юний Михайло Федорович Романов. А перед його обранням відбулася низка найважливіших історичних подій, таких як: організація та похід на Москву першого та другого народних ополчень для звільнення її від прихильників Владислава та його польськлитовських військ; скликання Земського собору 1612—1613 років та проведена у ньому величезна організаційна робота князя Дмитра Пожарського на вибір нового московського царя.
На думку російського історика XIX століття Василя Ключевського, Смутні часи дозволили виявити два корінних недоліки, якими страждала московська державна система. По-перше, оголилася невідповідність політичних прагнень і домагань московського боярства характеру верховної влади та позиції більшості населення. Боярство хотіло обмежити верховну владу, а на думку представників суспільства вона мала бути необмеженою. По-друге, виявився складний та нерівномірний розподіл державних обов'язків між верствами суспільства, який не залишав місця ні особистим, ні становим правам і приносив у жертву тоталітарній державі всі приватні інтереси.
Під впливом цих недоліків смута у розвитку з вирішення династичного питання перейшла у соціально-політичну боротьбу нижчих класів суспільства проти вищих. Однак ця соціально-політична боротьба не призвела до розпаду суспільства навіть в умовах інтервенції країни іноземними загарбниками і козацької «вольниці», що приєдналася до них. Навала польсько-литовських та козацьких полчищ пробудила в усіх соціальних верствах суспільства почуття національної та релігійної єдності. Закінчився Смутний час боротьбою і перемогою всього московського земського співтовариства над іноземними інтервентами та його прихильниками.